# Paul Wolters (Archäologe)
Paul Heinrich August Wolters (* 1. September 1858 in Bonn; † 21. Oktober 1936 in München) war ein deutscher Klassischer Archäologe.

## Leben und Werk
Nach einer beruflichen Versetzung seines Vaters, des Theologen Albrecht Wolters, 1874 von Bonn nach Halle an der Saale studierte er zunächst an der Universität Halle Klassische Philologie, von 1880 bis 1882 in Bonn und Straßburg Klassische Archäologie. An der Universität Bonn wurde Wolters 1882 mit der Dissertation „De epigrammatum Graecorum anthologiis“ bei Reinhard Kekulé von Stradonitz promoviert. 1883/84 erhielt er das Reisestipendium des Deutschen Archäologischen Instituts. Anschließend bearbeitete als „wissenschaftlicher Hilfsarbeiter“ am Königlichen Museum in Berlin den Katalog der Gipsabgüsse antiker Skulpturen neu. 1886/87 erhielt er erneut das Reisestipendium des Deutschen Archäologischen Instituts und nahm an Grabungen in Italien, Griechenland und Kleinasien teil. Von 1887 bis 1900 war er neben Wilhelm Dörpfeld zweiter Sekretär der Abteilung Athen des Deutschen Archäologischen Instituts. In dieser Zeit leitete er unter anderem die Ausgrabungen des Kabirions bei Theben, einem ländlichen Heiligtum mit Tempel und Theater.
1900 kam Wolters zurück nach Deutschland. Er wurde Ordinarius für Klassische Archäologie an der Universität Würzburg und gleichzeitig Leiter der Antikensammlung des Martin von Wagner Museums, wo er die Gemäldegalerie neu ordnete und eine Filialgalerie der Münchner Neuen Pinakothek einrichtete.
Von 1908 bis 1935 war er als Nachfolger von Adolf Furtwängler Professor für Klassische Archäologie an der Universität München und in dieser Funktion auch ehrenamtlich Direktor des Museums für Abgüsse Klassischer Bildwerke, des Antiquariums und der Glyptothek München. Mit Gabriel Welter führte Wolters 1924 Ausgrabungen im Aphaiaheiligtum von Ägina durch.

„Das Eigentümliche seiner gelehrten Natur war, daß trotz des umfassendsten Wissens sie ihn nicht von sich aus zu größeren Gesamtdarstellungen führte, sondern ihn von der Einzelfrage oder dem Einzeldenkmal ausgehen ließ, von eindringend liebevoller Einzelbeobachtung, von der ‚Andacht zum Kleinen‘. In dem Gefühl, daß dies seine Stärke, aber auch eine Schwäche war, die tief in seinem menschlichen Wesen begründet lag.“

Paul Wolters wurde auf dem Alten Friedhof in Bonn bestattet. Dort liegt auch seine Frau Auguste, geb. Engels; über ihre Schwestern Clara und Amalie war Wolters mit dem Althistoriker Friedrich Münzer bzw. mit dem Archäologen Bruno Sauer verschwägert. Der Nachlass von Paul Wolters befindet sich in der Bayerischen Staatsbibliothek in München sowie im Archiv der Zentrale des Deutschen Archäologischen Instituts in Berlin.

## Auszeichnungen und Titel
- 1892: Ritterkreuz II. Klasse mit Eichenlaub des Ordens vom Zähringer Löwen
- 1894: Kommandeur des griechischen Erlöser-Ordens
- 1900: Österreichischer Orden der Eisernen Krone III. Klasse
- 1900: Roter Adlerorden IV. Klasse
- 1909: Verdienstorden vom Heiligen Michael IV. Klasse
- 1917: „Königl. Geheimer Hofrat“, verliehen durch König Ludwig III. von Bayern
- 1926: „Geheimer Rat“, verliehen durch die Regierung des Freistaates Bayern
- 1930: Bayerischer Maximiliansorden für Wissenschaft und Kunst (Abteilung für Wissenschaft)

## Mitgliedschaften
- 1886: Korrespondierendes Mitglied des Deutschen Archäologischen Instituts
- 1887: Ordentliches Mitglied des Deutschen Archäologischen Instituts
- 1888: Mitglied der Archäologischen Gesellschaft in Athen
- 1896: Ehrenmitglied in der Gesellschaft für Aufführung griechischer alter Dramen.
- 1897: Korrespondierendes Mitglied der Akademie Sankt Petersburg
- 1899: Ehrenmitglied der Société Archéologique d’Alexandrie
- 1899: Institutsmitglied im Ausland des Österreichischen Archäologischen Instituts in Wien
- 1900: Ehrenmitglied der Archäologischen Gesellschaft in Athen
- 1903: Korrespondierendes Mitglied der Bayerischen Akademie der Wissenschaften
- 1908: Ordentliches Mitglied der Bayerischen Akademie der Wissenschaften
- 1909: Mitglied der Zentraldirektion des Deutschen Archäologischen Instituts, zugleich Mitglied des Engeren Ausschusses der Zentraldirektion
- 1924: Korrespondierendes Mitglied der Preußischen Akademie der Wissenschaften
- 1933: Ausländisches Mitglied in der Akademie von Athen
- Ehrenmitglied der Society for the Promotion of Hellenic Studies

## Veröffentlichungen (Auswahl)

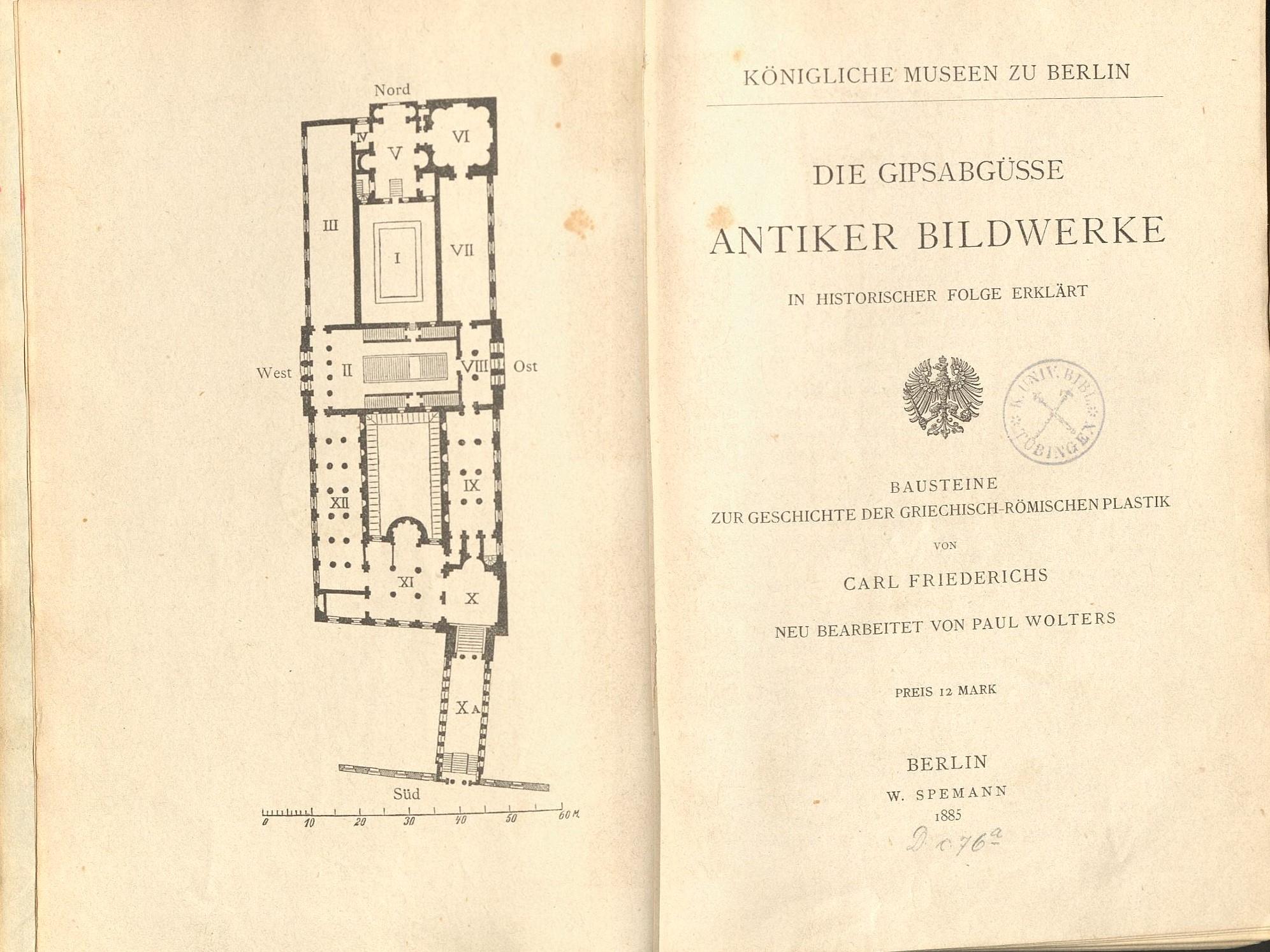
Von Wolters 1885 überarbeitet

- De epigrammatum graecorum anthologiis. Dissertation Bonn 1882
- Die Gipsabgüsse antiker Bildwerke in historischer Folge erklärt. Bausteine zur Geschichte der griechisch-römischen Plastik. Von Carl Friederichs. Neu bearbeitet von Paul Wolters. Berlin 1885
- Der Westgiebel des olympischen Zeustempels, München 1908 (Sitzungsberichte der Bayerischen Akademie der Wissenschaften, Philosophisch-Philologische und Historische Klasse 1908, 7)
- Die Kunst des Altertums (Handbuch der Kunstgeschichte 1), von Anton Springer. Bearb. von Paul Wolters. 9.–12. Auflage. Leipzig 1910–1922
- Führer durch die K. Glyptothek in München, München 1911. 1916. 1922. 1928. 1935
- Äginetische Beiträge I–III; vorgetragen am 7. Mai 1910 und 8. Juni 1912, München 1912 (Sitzungsberichte der Bayerischen Akademie der Wissenschaften, Philosophisch-Philologische und Historische Klasse 1912, 5)
- Der geflügelte Seher, München 1928 (Sitzungsberichte der Bayerischen Akademie der Wissenschaften, Philosophisch-Philologische und Historische Klasse 1928, 1)
- Die Tafel von Tarragona, München 1930 (Sitzungsberichte der Bayerischen Akademie der Wissenschaften, Philosophisch-Historische Abteilung 1930, 6)
- Das Kabirenheiligtum bei Theben. Band 1. Unter Mitwirkung mehrerer Fachgenossen bearbeitet von Paul Wolters; fertiggestellt von Gerda Bruns. Walter de Gruyter, Berlin 1940.